# Tőkehalalakúak
A tőkehalalakúak (Gadiformes) a csontos halak (Osteichthyes) főosztályának és a sugarasúszójú halak (Actinopterygii) osztályába tartozó rend.

## Rendszerezés
A rendbe az alábbi 10 család tartozik.
- Bregmacerotidae
- Euclichthyidae
- Tőkehalfélék (Gadidae)
- Menyhalfélék (Lotidae)
- Hosszúfarkú halak (Macrouridae)
- Melanonidae
- Merlucciidae
- Moridae
- Muraenolepididae
- Phycidae